# ARN nucleolar
L'ARN nucleolar (abreujat com ARNn o RNAn) és una petita molècula d'àcid ribonucleic, sintetitzada i localitzada en el nuclèol de les cèl·lules eucariotes, a partir de la transcripció de l'ADN, format per una curta seqüència d'entre 100 a 300 nucleòtids, i que és precursor i indispensable per a la síntesi de part de l'ARN ribosòmic.
L'ARNn té una mida de 45 S (coeficient de sedimentació), és precursor de part del ARNr (ARN ribosòmic), concretament de l'ARNr 28 S (de la subunitat major), el ARNr 5,8 S (de la subunitat major) i l'ARNr 18 S (de la subunitat menor).
Els anticossos anti-ARN nucleolar apareixen en l'esclerodèrmia i altres malalties reumàtiques.